# Aitkin County
Das Aitkin County ist ein County im US-amerikanischen Bundesstaat Minnesota. Im Jahr 2020 hatte das County 15.697 Einwohner und eine Bevölkerungsdichte von 3,3 Einwohnern pro Quadratkilometer. Der Verwaltungssitz (County Seat) ist Aitkin.

## Geografie
Das County liegt etwas nordöstlich des geografischen Zentrums von Minnesota und ist im Osten etwa 55 km von der Südspitze des Lake Superior, einem der 5 Großen Seen entfernt. Es hat eine Fläche von 5168 Quadratkilometern, wovon 456 Quadratkilometer Wasserfläche sind. An das Aitkin County grenzen folgende Nachbarcountys:
| Cass County      | Itasca County                     | St. Louis County |
| Crow Wing County |                                   | Carlton County   |
|                  | Mille Lacs County, Kanabec County | Pine County      |

## Geschichte
Das Aitkin County wurde am 23. Mai 1857 aus Teilen des Pine County und des Ramsey County gebildet. Benannt wurde es, ebenso wie die Bezirkshauptstadt nach dem Pelzhändler William Alexander Aitkin.
Elf Orte im County sind im National Register of Historic Places eingetragen (Stand 28. Januar 2018).

## Demografische Daten
Nach der Volkszählung im Jahr 2010 lebten im Aitkin County 16.202 Menschen in 7823 Haushalten. Die Bevölkerungsdichte betrug 3,4 Einwohner pro Quadratkilometer. In den 7823 Haushalten lebten statistisch je 2,06 Personen.
Ethnisch betrachtet setzte sich die Bevölkerung zusammen aus 95,6 Prozent Weißen, 0,4 Prozent Afroamerikanern, 2,4 Prozent amerikanischen Ureinwohnern, 0,2 Prozent Asiaten sowie aus anderen ethnischen Gruppen; 1,3 Prozent stammten von zwei oder mehr Ethnien ab. Unabhängig von der ethnischen Zugehörigkeit waren 1,1 Prozent der Bevölkerung spanischer oder lateinamerikanischer Abstammung.
17,6 Prozent der Bevölkerung waren unter 18 Jahre alt, 54,7 Prozent waren zwischen 18 und 64 und 27,7 Prozent waren 65 Jahre oder älter. 49,3 Prozent der Bevölkerung war weiblich.
Das jährliche Durchschnittseinkommen eines Haushalts lag bei 41.301 USD. Das Pro-Kopf-Einkommen betrug 24.694 USD. 12,2 Prozent der Einwohner lebten unterhalb der Armutsgrenze.

## Ortschaften im Aitkin County
Citys
| - Aitkin - Hill City - McGrath | - McGregor - Palisade - Tamarack |

Unincorporated Communities
| - Giese - Glen - Haypoint - Jacobson | - Malmo - Red Top - Sandy Lake - Sheshebee | - Swatara - Waukenabo |

## Gliederung
Das Aitkin County ist neben den sechs Citys ist in 40 Townships (TS) und vier Unorganized Territories (UT) gegliedert:
| Township       | Einw. (2010) | FIPS     |
| -------------- | ------------ | -------- |
| Aitkin TS      | 856          | 27-00478 |
| Ball Bluff TS  | 278          | 27-03358 |
| Balsam TS      | 42           | 27-03412 |
| Beaver TS      | 53           | 27-04384 |
| Clark TS       | 169          | 27-11620 |
| Cornish TS     | 28           | 27-13330 |
| Davidson UT    | 42           | 27-14903 |
| Farm Island TS | 1099         | 27-20654 |
| Fleming TS     | 312          | 27-21230 |
| Glen TS        | 450          | 27-23930 |
| Haugen TS      | 178          | 27-27602 |

| Township     | Einw. (2010) | FIPS     |
| ------------ | ------------ | -------- |
| Hazelton TS  | 844          | 27-28052 |
| Hill Lake TS | 430          | 27-29114 |
| Idun TS      | 259          | 27-30788 |
| Jevne TS     | 322          | 27-31958 |
| Jewett UT    | 47           | 27-31966 |
| Kimberly TS  | 195          | 27-33218 |
| Lakeside TS  | 463          | 27-34982 |
| Lee TS       | 50           | 27-36152 |
| Libby TS     | 45           | 27-36908 |
| Logan TS     | 184          | 27-37844 |
| McGregor TS  | 105          | 27-39032 |

| Township            | Einw. (2010) | FIPS     |
| ------------------- | ------------ | -------- |
| Macville TS         | 206          | 27-39212 |
| Malmo TS            | 337          | 27-39590 |
| Millward TS         | 72           | 27-42300 |
| Morrison TS         | 200          | 27-44278 |
| Nordland TS         | 972          | 27-46546 |
| Northeast Aitkin UT | 11           | 27-46890 |
| Northwest Aitkin UT | 342          | 27-47342 |
| Pliny TS            | 109          | 27-51694 |
| Rice River TS       | 136          | 27-54106 |
| Salo TS             | 102          | 27-58270 |
| Seavey TS           | 61           | 27-59134 |

| Township      | Einw. (2010) | FIPS     |
| ------------- | ------------ | -------- |
| Shamrock TS   | 1272         | 27-59368 |
| Spalding TS   | 329          | 27-61546 |
| Spencer TS    | 518          | 27-61654 |
| Turner TS     | 208          | 27-65722 |
| Verdon TS     | 45           | 27-66748 |
| Wagner TS     | 332          | 27-67540 |
| Waukenabo TS  | 316          | 27-68692 |
| Wealthwood TS | 268          | 27-68872 |
| White Pine TS | 34           | 27-70132 |
| Williams TS   | 144          | 27-70384 |
| Workman TS    | 207          | 27-71716 |